# Ketten (Voeren)
Ketten is een gehucht dat behoort tot de gemeente Voeren in de Belgische provincie Limburg. Ketten maakt deel uit van de deelgemeente 's-Gravenvoeren.
Het gehucht bestaat uit enkele boerderijen en ligt in het Voerdal aan de rivier de Voer op een hoogte van zo'n 100 meter.
Ten westen van Ketten ligt 's-Gravenvoeren. Ten oosten van Ketten bevindt zich het gehucht Schoppem.
Deelgemeenten: 's-Gravenvoeren · Moelingen · Remersdaal · Sint-Martens-Voeren · Sint-Pieters-Voeren · Teuven

Overige kernen: Berg · Drink · Gieveld · Hagelstein · Ketten · Knap · Krindaal · Nurop · Obsinnich · Peerds · De Plank · Reesberg · Rullen · Schilberg · Schophem · Schoppemerheide · Sinnich · Snauwenberg · Stroevenbos · Swaan · Ulvend · Veld · Veurs

Belgische gemeenten · Arrondissement Tongeren · Limburg · Vlaanderen